# Краљевство излазећег месеца
Краљевство излазећег месеца (енгл. Moonrise Kingdom) је америчка романтична драма са елементима комедије, коју је режирао Вес Андерсон 2012. године. Номинована је за Оскара за најбољи оригинални сценарио. Амерички филмски институт је овај филм прогласио за један од десет најбоих филмова 2012. године.

## Радња
На једном од острва која припадају Новој Енглеској, дечак и девојчица се заљубљују једно у друго, те одлуче да побегну од родитеља. Градоначелник мобилизује становнике града да их траже...

## Улоге
| Глумац             | Улога              |
| ------------------ | ------------------ |
| Брус Вилис         | капетан Шарп       |
| Едвард Нортон      | тренер Ворд        |
| Бил Мари           | Волт Бишоп         |
| Франсес Макдорманд | Лора Бишоп         |
| Тилда Свинтон      | „Социјална служба“ |
| Харви Кајтел       | Пирс               |
| Џаред Глиман       | Сем                |
| Кара Хејворд       | Сузи               |
| Џејсон Шварцман    | рођак Бен          |
| Боб Балабан        | Наратор            |

## Спољашњи извори
- Краљевство излазећег месеца на веб-сајту  (језик: енглески)